# Guerre de Cisplatine
 (avril 2025).
Si vous disposez d'ouvrages ou d'articles de référence ou si vous connaissez des sites web de qualité traitant du thème abordé ici, merci de compléter l'article en donnant les références utiles à sa vérifiabilité et en les liant à la section « Notes et références ».
 (avril 2025).
 (avril 2025).
Le contenu est difficilement compréhensible vu les erreurs de traduction, qui sont peut-être dues à l'utilisation d'un logiciel de traduction automatique.
Batailles
- Sarandi
- Los Pozos (navale)
- Maldonado (navale)
- Juncal (navale)
- Ituzaingo
- Carmen de Patagones (navale)
- Lac Mirim (navale)
- Barrega (navale)

La guerre de Cisplatine est un conflit armé qui opposa de 1825 à 1828, dans la Banda Oriental, les Provinces-Unies du Río de la Plata, récemment indépendantes de la couronne espagnole, à l’empire du Brésil.

## Contexte historique
L’enjeu du conflit était le contrôle de la Province cisplatine, un territoire qui correspond actuellement à la république de l’Uruguay et à une partie de l’État brésilien du Rio Grande do Sul. Cette province, qui faisait auparavant partie de la vice-royauté du Río de la Plata, s'était libérée de la domination espagnole et était devenue un élément d'une ligue de provinces connue sous le nom de Ligue fédérale. Mais, en 1816, le Portugal avait envahi la province, qui avait été annexée au Brésil à la suite de la bataille de Tacuarembó sous le nom de province Cisplatine.  
Après la déclaration d'indépendance du Brésil proclamée le sept septembre 1822 par Pierre Ier, la province de Cisplatine donnait à ce pays une position stratégique sur le Río de la Plata et le contrôle des activités des ports principaux des Provinces-Unies du Río de la Plata. Celles-ci, dans l'intention de reprendre le contrôle de la province, poussent ses habitants à se soulever contre la domination brésilienne en leur fournissant un soutien matériel et politique.

## Déroulement du conflit
Un groupe de séparatistes de la Banda Oriental, connus sous le nom de Treinta y Tres Orientales (les Trente-trois Orientaux) et dirigés par Juan Antonio Lavalleja, lève l'étendard de la révolte au mois d'avril 1825 et force les Brésiliens à évacuer une partie du territoire. Ils réunissent un congrès de représentants dans la ville de Florida et ce congrès demande formellement à retourner dans le giron des Provinces-Unies du Río de la Plata au mois d'août. Le 12 octobre 1825, les insurgés remportent sur les Brésiliens une victoire lors de la bataille de Sarandi et, en réponse, les Provinces-Unies acceptent de donner suite favorablement à la demande de réintégration le 24 octobre. L'empire du Brésil leur déclare peu après la guerre, au mois de décembre. 
Les deux marines qui s'affrontaient dans le Rio de la Plata et l'Atlantique Sud étaient à bien des égards un combat de David contre Goliath. Le Brésil était une grande puissance navale alignant 96 navires de guerre, grands et petits, protégeant un vaste commerce côtier et un grand commerce international (effectué principalement par des navires britanniques, français et américains). Les Provinces-Unies du Río de la Plata entretenaient certes des liens commerciaux internationaux similaires, mais disposaient de peu de prétentions navales. Leur marine ne comprenait qu'une demi-douzaine de bâtiments de guerre et quelques canonnières réduites à la défense portuaire. Les deux marines manquaient par ailleurs de marins locaux et comptaient sur des officiers et des marins britanniques ainsi que, dans une moindre mesure, américains et français, dont les plus notables étaient le commandant argentin, l'amiral d'origine irlandaise William Brown et le commandant de la flotte brésilienne, le commodore britannique James Norton. La stratégie des deux nations reflétait leurs avantages respectifs : les Brésiliens ont immédiatement imposé un blocus sur le commerce du Rio de la Plata et de Buenos Aires, tandis que les Argentins ont tenté de contourner le blocus en utilisant l'escadron de Brown tout en lançant un essaim de corsaires pour attaquer le commerce maritime brésilien dans l'Atlantique Sud à partir de leurs bases à  Ensenada et même de Carmen de Patagones. Les Argentins ont remporté des succès notables, notamment en infligeant une défaite à la flottille brésilienne sur le fleuve Uruguay (à la bataille de Juncal) et en repoussant une attaque brésilienne sur Carmen de Patagones. Mais en 1828, la supériorité numérique des escadrons de blocus du Brésil avait effectivement détruit la force navale de Brown ( Monte Santiago) et étranglait avec succès le commerce de Buenos Aires et les revenus du gouvernementaux qu'il générait.
En résumé, l'empereur Pierre Ier du Brésil fait bloquer par sa flotte le Río de la Plata ainsi que ses ports (Buenos Aires et Montevideo). Les Argentins répondent à ce blocus par des opérations menées par des corsaires et, les 8 et 9 février 1827, l'escadre argentine de l'amiral Guillermo Brown remporte une victoire sur une escadre brésilienne lors du combat de Juncal. Les Brésiliens organisent alors une expédition pour s'emparer de la base corsaire de Carmen de Patagones mais celle-ci est repoussée le 7 mars 1827.
Comme l'historien britannique Brian Vale l'a fait remarquer, « pour une marine brésilienne qui se composait de 69 navires de guerre, 22 goélettes armées et des transports, armés par 10600 officiers et hommes d'équipage, la perte de ses vaisseaux armés les plus petits a fait peu de différence pour conserver l'équilibre parfait du pouvoir ».
Le combat de Monte Santiago avait joué un rôle plus important dans le conflit, ajoute Brian Vale: « [...] la défaite de Juncal avait peu fait pour pousser l'Empire du Brésil dans le sens de la paix. Maintenant à Monte Santiago, deux des précieux bricks de guerre de l'Argentine ont été détruits et la crème de sa marine est battue à plate couture. La supériorité écrasante de la marine brésilienne en mer s'affiche d'une manière que ni l'audace de William Brown ni les frégates nouvellement acquises par Ramsay ne peuvent sérieusement remettre en question ».
L'ambassadeur britannique à Rio de Janeiro Sir Robert Gordon a écrit à Lord Ponsonby, après Monte Santiago: « Les ressources de cet Empire semblent immenses, et croyant comme moi que Brown - aussi grand soit-il - ne peut avec ses goélettes anéantir la marine brésilienne, vous ne ferez que rétablir le blocus avec plus de vigueur. ».
Sur terre, les Brésiliens lancent l'offensive seulement à la fin de l'année 1826 en rassemblant des troupes composées en majorité de volontaires et de mercenaires européens. En effet, les Brésiliens rencontrent d'énormes difficultés pour rassembler une armée, en raison des constantes rébellions populaires qui éclatent dans les provinces de l'empire et même dans la capitale Rio de Janeiro. Pendant ce temps, l'armée argentine traverse le Río de la Plata et établit son camp près de Durazno tandis que le général Carlos María de Alvear mène des incursions en territoire brésilien. 
Après plusieurs escarmouches mineures, l'Armée impériale brésilienne commandée par Felisberto Caldeira Brant affronte le 20 février 1827 l'armée argentine lors de la seule confrontation d'importance de la guerre à la bataille d'Ituzaingó. C'est une victoire tactique pour les Argentins, mais qui ne débouche sur aucun succès stratégique en raison du blocus naval. La guerre va se poursuivre pendant encore un peu plus d'un an sans que d'autres combats décisifs ne soient livrés même si Fructuoso Rivera mène une campagne victorieuse dans le Rio Grande do Sul, ce qui pousse finalement le Brésil à s'asseoir à la table des négociations.
Néanmoins, le Brésil a pu maintenir sa suprématie dans le domaine naval, puisque peu de temps après la bataille de Monte Santiago, les actions navales argentines ont été limitées à la guerre de course menée par des corsaires. Montevideo et Colonia del Sacramento sont restées sous le contrôle du Brésil pendant tous le conflit, ce qui souligne que sans pouvoir dominer sur mer, les Provinces-Unies n'avaient aucun moyen de gagner le conflit.
« L'armée est totalement dépourvue de moyens pour assiéger Montevideo plus efficacement que par le blocus terrestre, méthode qui à l'expérience s'est révélée infructueuse, en raison de la suprématie maritime brésilienne (...) Cette guerre est, par essence, une guerre navale et de la domination de la Bande Orientale de Montevideo et ne serait toujours pas dire aucun avantage à Buenos Aires, tandis que le blocus naval peut être maintenu par l'ennemi[incompréhensible] ». Ponsonby à Canning
José de San Martín aussi avait déclaré Guido en juillet 1827 que:
« Les deux victoires peuvent contribuer à accélérer la conclusion d'une paix souhaitée ; néanmoins, je vais vous dire franchement que de ne pas voir l'une de ces batailles revêtir un caractère décisif, je crains fort que si l'empereur savait - ce que nous avons est - l'état de nos ressources en trésorerie et, surtout, à nos provinces , il résistera à la paix complète et pas plus de prolonger la guerre pendant un an[incompréhensible], nous mettra dans une situation très critique ».

## Fin de la guerre et conséquences
Les deux nations étant dépendantes économiquement du Royaume-Uni et la guerre étant très coûteuse pour toutes les deux, elles acceptent l'arbitrage britannique et français en vue de conclure la paix. Sous la pression britannique, le traité de Montevideo est signé le 27 août 1828 et établit l'indépendance de la province Cisplatine, qui change de nom pour devenir l'Uruguay. Seule la partie est du territoire, le Rio Grande do Sul, demeure sous domination brésilienne. 
Au Brésil, la perte définitive de la Cispaltine fut un autre motif de mécontentement pour la population, déjà peu satisfaite du règne de Pierre Ier, après une guerre qui était impopulaire. Ainsi, même si la guerre de Cisplatine n'est pas la raison principale ayant conduit à l'abdication de Pierre Ier en 1831, elle a certainement contribué à cette issue. Quant au véritable vainqueur de cette guerre, ce n'est autre que le Royaume-Uni, qui obtient une zone de libre commerce dans la zone stratégique du Río de la Plata, aux dépens de ses rivaux américains et français.

## Sources
- David Carneiro, História da Guerra Cisplatina, Companhia Editora Nacional, 1946
- Paulo de Duarte, Lecor e a Cisplatina 1816-1828, Biblioteca do Exército, 1985
- Robert Scheina, Latin America's Wars: the age of the caudillo, 1791-1899, Brassey's, 2003